# Nikita Porsjnev
Nikita Porsjnev, född 5 mars 1996, är en rysk skidskytt som debuterade i världscupen i mars 2019 i samband med VM. Han ingick i det ryska laget i stafett som vann brons vid VM i Östersund i Sverige den 16 mars 2019.